# Guaíra
Guaíra es un municipio brasileño del estado de Paraná. Su nombre proviene del idioma guaraní y significa Lugar de difícil acceso. Su nombre procede de las grandes y célebres cataratas hoy inundadas llamadas Saltos del Guairá.
Se localiza a una latitud de 24º04' Sur y a una longitud de 54º15' Oeste. Está a una altitud de 220 metros sobre el nivel del mar. Posee una superficie de 560 km². Su población estimada en el año 2006 era de 27 668 habitantes, de los que la gran mayoría residen en la zona urbana. La ciudad se encuentra a orillas del río Paraná, a 773 km de Curitiba, capital del estado.
| habitantesaño050001000015000200002500030000350001872189019501970199120102024populación (total)urbanoruralPpopulación de Guaíra (Paraná) |

- Datos: Q2004082
- Multimedia: Guaíra (Paraná) / Q2004082